# Wokha (Distrikt)
Wokha ist ein Distrikt im Osten des nordostindischen Bundesstaates Nagaland.
Die Fläche beträgt 1628 km². Sitz der Verwaltung ist die gleichnamige Stadt Wokha.

## Geschichte
Der Distrikt wurde 1973 aus Teilen von Mokokchung geschaffen.

## Bevölkerung
Nach der Volkszählung 2011 hat der Distrikt Wokha 166.343 Einwohner. Bei 102 Einwohnern pro Quadratkilometer ist der Distrikt relativ dicht besiedelt. Der Distrikt ist überwiegend ländlich geprägt. Von den 166.343 Bewohnern wohnen 131.339 Personen (78,96 %) auf dem Land und 35.004 Menschen in städtischen Gemeinden.
Der Distrikt Wokha gehört zu den Gebieten Indiens, die mehrheitlich von Angehörigen der „Stammesbevölkerung“ (scheduled tribes) besiedelt sind. Zu ihnen gehörten (2011) 156.621 Personen (94,16 Prozent der Distriktsbevölkerung). Es gibt keinen einzigen Dalit (scheduled castes) im Distrikt.
Von den Bewohnern sind 158.544 Personen (95,31 Prozent der Bewohner) im Distrikt geboren. Insgesamt 4.199 Personen wurden in anderen indischen Bundesstaaten geboren (darunter 3.249 Personen in Assam, 326 Personen in Bihar und 150 Personen in Manipur). Von den 165 im Ausland geborenen Personen sind 137 aus Nepal.

### Bevölkerungsentwicklung
Wie überall in Indien wächst die Einwohnerzahl im Distrikt Wokha seit Jahrzehnten stark an. Die Zunahme betrug in den Jahren 2001–2011 nur noch 3,2 Prozent (3,18 %). In diesen zehn Jahren nahm die Bevölkerung um lediglich 5.000 Menschen zu. Ab 1960 setzte eine starke Zuwanderung in das damals dünn besiedelte Gebiet ein. Dies führte zu einem Bevölkerungswachstum von 463 % in nur 50 Jahren. Die Entwicklung verdeutlicht folgende Tabelle:

### Bedeutende Orte
Im Distrikt gibt es mit dem Distrikthauptort Wokha (35.004 Einwohner) nur eine städtische Siedlung.

### Bevölkerung des Distrikts nach Geschlecht
Der Distrikt hatte – für Indien üblich – stets deutlich mehr männliche als weibliche Einwohner. Bei den jüngsten Bewohnern (unter 7 Jahren) liegen die Anteile bei 51,13 % männlichen zu 48,87 % weiblichen Geschlechts.
| Verteilung der Bevölkerung nach Geschlecht im Distrikt Wokha |                   |                   |                   |                   |                   |                   |                   |                   |                   |                   |                   |                   |
|                                                              | Volkszählung 1961 | Volkszählung 1961 | Volkszählung 1971 | Volkszählung 1971 | Volkszählung 1981 | Volkszählung 1981 | Volkszählung 1991 | Volkszählung 1991 | Volkszählung 2001 | Volkszählung 2001 | Volkszählung 2011 | Volkszählung 2011 |
| Anzahl                                                       | Anteil            | Anzahl            | Anteil            | Anzahl            | Anteil            | Anzahl            | Anteil            | Anzahl            | Anteil            | Anzahl            | Anteil            |                   |
| GESAMT                                                       | 29.554            | 100 %             | 38.587            | 100 %             | 57.851            | 100 %             | 82.612            | 100 %             | 161.223           | 100 %             | 166.343           | 100 %             |
| Männer                                                       | 15.530            | 52,55 %           | 19.493            | 50,52 %           | 30.152            | 52,12 %           | 43.090            | 52,16 %           | 83.670            | 51,90 %           | 84.505            | 50,80 %           |
| Frauen                                                       | 14.024            | 47,45 %           | 19.094            | 49,48 %           | 27.699            | 47,88 %           | 39.522            | 47,84 %           | 77.553            | 48,10 %           | 81.838            | 49,20 %           |

### Bevölkerung des Distrikts nach Sprachen
Die Bevölkerung des Distrikts Wokha ist sprachlich sehr einheitlich. Mehr als 90 Prozent der Bevölkerung sprechen Lotha. Danach folgen mit Bengali, Nepali und Hindi drei Sprachen von zugewanderten Personen. Die weitverbreitetsten Sprachen zeigt die folgende Tabelle:
| Jahr                                   | Lotha   | Lotha | Bengali | Bengali | Nepali | Nepali | Hindi | Hindi | Ao    | Ao   | Assami | Assami | Gesamt  | Gesamt   |
| Jahr                                   | Zahl    | %     | Zahl    | %       | Zahl   | %      | Zahl  | %     | Zahl  | %    | Zahl   | %\|%   | Zahl    | %        |
| -------------------------------------- | ------- | ----- | ------- | ------- | ------ | ------ | ----- | ----- | ----- | ---- | ------ | ------ | ------- | -------- |
| 2011                                   | 150.506 | 90,48 | 1.970   | 1,18    | 1.389  | 0,84   | 1.244 | 0,75  | 1.134 | 0,68 | 1.095  | 0,66   | 166.343 | 100,00 % |
| Quelle: Ergebnis der Volkszählung 2011 |         |       |         |         |        |        |       |       |       |      |        |        |         |          |

### Bevölkerung des Distrikts nach Bekenntnissen
Die tibetoburmanischen Bewohner sind in den letzten 100 Jahren fast gänzlich zum Christentum übergetreten. Die bedeutendsten Gemeinschaften innerhalb des Christentums sind die Baptisten, Presbyterianer (Reformierte) und Katholiken. Die Hindus und Muslime bilden kleine religiöse Minderheiten und sind hauptsächlich Zugewanderte aus anderen Regionen Indiens. Die genaue religiöse Zusammensetzung der Bevölkerung zeigt folgende Tabelle:
| Jahr                                   | Buddhisten | Buddhisten | Christen | Christen | Hindus | Hindus | Jainas | Jainas | Muslime | Muslime | Sikhs | Sikhs | Andere | Andere | keine Angaben | keine Angaben | Gesamt  | Gesamt   |
| Jahr                                   | Zahl       | %          | Zahl     | %        | Zahl   | %      | Zahl   | %      | Zahl    | %       | Zahl  | %     | Zahl   | %      | Zahl          | %             | Zahl    | %        |
| -------------------------------------- | ---------- | ---------- | -------- | -------- | ------ | ------ | ------ | ------ | ------- | ------- | ----- | ----- | ------ | ------ | ------------- | ------------- | ------- | -------- |
| 2011                                   | 318        | 0,19       | 158.236  | 95,13    | 5.605  | 3,37   | 8      | 0,00   | 2.043   | 1,23    | 34    | 0,02  | 20     | 0,01   | 79            | 0,05          | 166.343 | 100,00 % |
| Quelle: Ergebnis der Volkszählung 2011 |            |            |          |          |        |        |        |        |         |         |       |       |        |        |               |               |         |          |

## Bildung
Dank bedeutender Anstrengungen ist die Alphabetisierung in den letzten Jahrzehnten stark gestiegen. Im städtischen Bereich können fast alle Personen lesen und schreiben. Auf dem Land können rund 85 Prozent lesen und schreiben. Typisch für indische Verhältnisse sind die starken Unterschiede zwischen den Geschlechtern und der Stadt-/Landbevölkerung.
| Alphabetisierung im Distrikt Wokha     |                   |                   |
| Einheit                                | Volkszählung 2011 | Volkszählung 2011 |
| Einheit                                | Anzahl            | Anteil            |
| GESAMT                                 | 128.208           | 87,69 %           |
| Männer                                 | 67.385            | 90,81 %           |
| Frauen                                 | 60.823            | 84,48 %           |
| STADT GESAMT                           | 29.987            | 95,79 %           |
| Stadt-Männer                           | 15.718            | 96,93 %           |
| Stadt-Frauen                           | 14.269            | 94,57 %           |
| LAND GESAMT                            | 98.221            | 85,48 %           |
| Land-Männer                            | 51.667            | 89,09 %           |
| Land-Frauen                            | 46.554            | 81,80 %           |
| Quelle: Ergebnis der Volkszählung 2011 |                   |                   |

## Verwaltungsgliederung
Der Distrikt war bei der letzten Volkszählung 2011 in 12 Circles (Kreise) aufgeteilt.
| Bevölkerung in den Circles |           |           |        |         |          |          |           |           |           |           |        |         |
|                            | Aitepyong | Aitepyong | Baghty | Baghty  | Bhandari | Bhandari | Changpang | Changpang | Chukitong | Chukitong | Englan | Englan  |
| Anzahl                     | Anteil    | Anzahl    | Anteil | Anzahl  | Anteil   | Anzahl   | Anteil    | Anzahl    | Anteil    | Anzahl    | Anteil |         |
| GESAMT                     | 16.194    | 100 %     | 2.697  | 100 %   | 17.124   | 100 %    | 5.397     | 100 %     | 10.043    | 100 %     | 12.856 | 100 %   |
| Männer                     | 8.357     | 51,61 %   | 1.398  | 51,84 % | 8.949    | 52,26 %  | 2.767     | 51,27 %   | 5.059     | 50,37 %   | 6.484  | 50,44 % |
| Frauen                     | 7.837     | 48,39 %   | 1.299  | 48,16 % | 8.175    | 47,74 %  | 2.630     | 48,73 %   | 4.984     | 49,63 %   | 6.372  | 49,56 % |
| Stadt                      | 0         | 0 %       | 0      | 0 %     | 0        | 0 %      | 0         | 0 %       | 0         | 0 %       | 0      | 0 %     |
| Land                       | 16.194    | 100 %     | 2.697  | 100 %   | 17.124   | 100 %    | 5.397     | 100 %     | 10.043    | 100 %     | 12.856 | 100 %   |

| Bevölkerung in den Circles |        |         |        |         |        |         |        |         |             |             |         |         |
|                            | Lotsu  | Lotsu   | Ralan  | Ralan   | Sanis  | Sanis   | Sungro | Sungro  | Wokha Sadar | Wokha Sadar | Wozhuro | Wozhuro |
| Anzahl                     | Anteil | Anzahl  | Anteil | Anzahl  | Anteil | Anzahl  | Anteil | Anzahl  | Anteil      | Anzahl      | Anteil  |         |
| GESAMT                     | 6.338  | 100 %   | 8.627  | 100 %   | 7.155  | 100 %   | 13.046 | 100 %   | 58.186      | 100 %       | 8.680   | 100 %   |
| Männer                     | 3.197  | 50,44 % | 4.416  | 51,19 % | 3.533  | 49,38 % | 6.488  | 49,73 % | 29.467      | 50,64 %     | 4.390   | 50,58 % |
| Frauen                     | 3.141  | 49,56 % | 4.211  | 48,81 % | 3.622  | 50,62 % | 6.558  | 50,23 % | 28.719      | 49,36 %     | 4.290   | 49,42 % |
| Stadt                      | 0      | 0 %     | 0      | 0 %     | 0      | 0 %     | 0      | 0 %     | 35.004      | 60,16 %     | 0       | 0 %     |
| Land                       | 6.338  | 100 %   | 8.627  | 100 %   | 7.155  | 100 %   | 13.046 | 100 %   | 23.182      | 39,84 %     | 8.680   | 100 %   |